# 偏差信息量准则
偏差信息量准则（英語：deviance information criterion，DIC）是等级模型化的赤池信息量准则（AIC），被广泛应用于由马尔可夫链蒙特卡洛（MCMC）所模拟的后验分布的贝叶斯模型选择问题。然而，該項准則由於與赤池信息量准则同为僅随样本容量增加的渐近近似，因此只可应用于后验分布呈多元正态分布的情况。

## 定义
定义偏差（deviance）为 {\displaystyle D(\theta )=-2\log(p(y|\theta ))+C}，其中 {\displaystyle y} 为数据，{\displaystyle \theta } 是模型中的未知参量，{\displaystyle p(y|\theta )} 是似然函数，{\displaystyle C} 是常量。
有两种计算模型参数的有效数量 {\displaystyle p_{D}}的方法。一种是 {\displaystyle p_{D}={\bar {D}}-D({\bar {\theta }})}，其中  {\displaystyle {\bar {\theta }}} 是 {\displaystyle \theta } 的期望(Spiegelhalter et al. 2002，第587頁)。
第二种是 {\displaystyle p_{D}=p_{V}={\frac {1}{2}}{\widehat {\operatorname {var} }}\left(D(\theta )\right)} (Gelman et al. 2004，第182頁)。
有效数量 {\displaystyle p_{D}}越大，模型的参数就越多，模型就越容易拟合数据，但也需要更小的偏差。
偏差信息量准则 {\displaystyle {\mathit {DIC}}} 被定义为
{\displaystyle {\mathit {DIC}}=p_{D}+{\bar {D}}}，
或等效于
{\displaystyle {\mathit {DIC}}=D({\bar {\theta }})+2p_{D}}。
从第二种定义更能看出它和赤池信息量准则的联系。

## 应用
一般而言，偏差信息量准则 {\displaystyle {\mathit {DIC}}} 的值越小，模型越好。这一准则的优点是它很容易从马尔可夫链蒙特卡洛（MCMC）模拟产生的样本中计算出来。